# Macintosh Plus
O computador Macintosh Plus foi o terceiro modelo da linha Macintosh. Foi introduzido a 16 de janeiro de 1986, dois anos após o Macintosh original e um pouco mais de um ano depois do Macintosh 512K, com um preço de cerca de 2599 dólares.

## Emuladores
- MESS
- Mini vMac